# Сан Бенедето ин Алпе (Форли-Чезена)
Сан Бенедето ин Алпе (итал. San Benedetto in Alpe) је насеље у Италији у округу Форли-Чезена, региону Емилија-Ромања.
Према процени из 2011. у насељу је живело 191 становника. Насеље се налази на надморској висини од 538 м.